# Obulo
Obulo (Obolu) ist ein osttimoresischer Suco im Verwaltungsamt Atsabe (Gemeinde Ermera).

## Geographie
Vor der Gebietsreform 2015 hatte Obulo eine Fläche von 8,82 km². Nun sind es 5,27 km². Der Suco liegt im Südwesten des Verwaltungsamt Atsabe. Nördlich liegen die Sucos Laubono und Lacao und östlich der Suco Atara. Im Süden und Westen grenzt Obulo an das zur Gemeinde Bobonaro gehörendem Verwaltungsamt Bobonaro mit seinen Sucos Soileco und Maliubu. Die Grenze zu Bobonaro bilden Flüsse, wie der Babalai und der Bulobu. Sie gehören zum System des Lóis.
Im Nordosten von Obulo befinden sich die Dörfer Locoubu (Lakubu), Atubrao (Atubrau), Obeto, Motoubu und Atulara. Im Zentrum liegt der Ort Biliubu (Biliubu).
Im Suco befinden sich die sieben Aldeias Atubrao, Atulara, Biliubu, Locoubu, Motoubu, Obeto und Suriubu.

## Einwohner

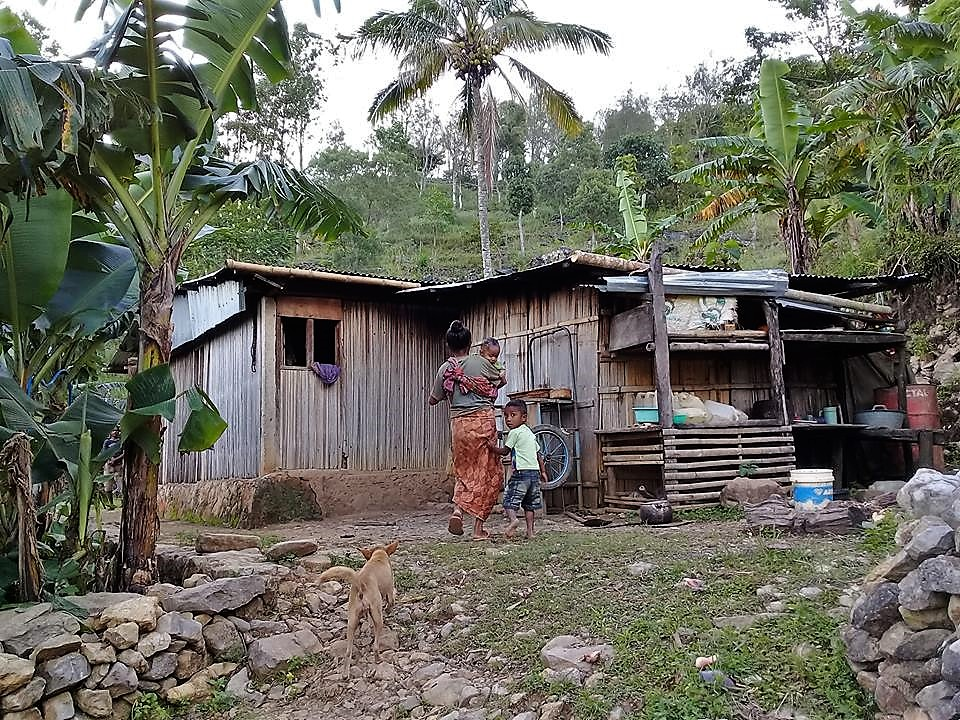
Familie vor ihrem Wohnhaus

Im Suco leben 994 Einwohner (2022), davon sind 492 Männer und 502 Frauen. Im Suco gibt es 350 Haushalte. Über 97 % der Einwohner geben Kemak als ihre Muttersprache an. Minderheiten sprechen Tetum Prasa, Mambai oder Bunak.
In Obulo haben sich die Kemak, wie in Marobo (Gemeinde Bobonaro) mit benachbarten Bunak vermischt. Marobo und Obulo pflegen daher enge Beziehungen zueinander.

## Geschichte

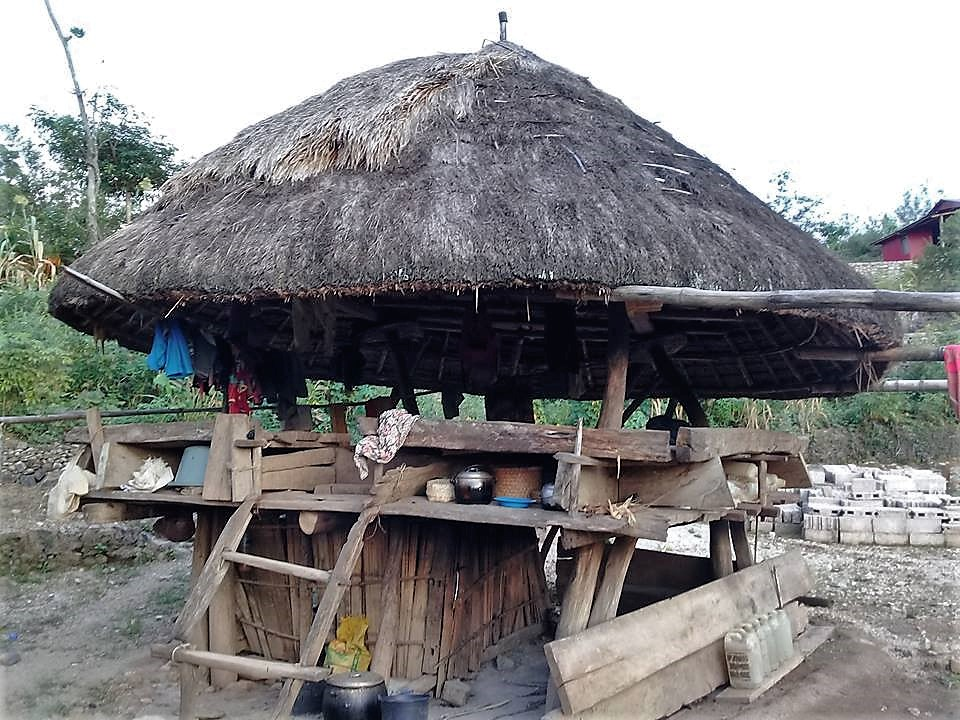
Obulo

Gouverneur José Celestino da Silva führte im März 1895 eine Offensive gegen Obulo und das eng mit ihm verbundene Marobo, um sie endgültig für Portugal zu unterwerfen. Erst im Mai war Obulo geschlagen. Der kommandierende Hauptmann Eduardo da Câmara berichtete über die Einwohner von Obulo, dass sie im Krieg führen sehr geschickt seien. Sie könnten den Zagaia 50 Meter weit werfen, um einen Mann zu Fall zu bringen und seien auch mit dem Schwert furchtlos. Man habe sie nur mit Gewehrfeuer auseinandertreiben können.

## Politik
Bei den Wahlen von 2004/2005 wurde Adriano Mau Mau zum Chefe de Suco gewählt. Bei den Wahlen 2009 gewann Angelino da Conçeicão und 2016 Domingos da Silva Maia.